# 国際連合安全保障理事会決議525
国際連合安全保障理事会決議525（こくさいれんごうあんぜんほしょうりじかいけつぎ525 英語: United Nations Security Council Resolution 525）は、1982年12月7日に国際連合安全保障理事会において全会一致で採択された決議。アンソニー・ツォツォベ、ヨハネス・シャバング、およびデイヴィッド・モーゼスに死刑宣告が下りた後、アフリカ民族会議のメンバーであるニンビディ・ジョンソン・ルビジ、ピーター・ツェポ・マシゴ、およびナファタリ・マナナを加えて死刑判決を下したとの南アフリカ最高裁判所からの報告について、国際連合安全保障理事会は懸念を表明した。
安保理決議は南アフリカの支配者に死刑からの減刑を要請するとともに、国際連合加盟国に対し、6名の生命を救うために影響力を行使するように求めた。